# リン・ロースキ
リン・ロースキ（Lynn Joyce Roethke、1961年6月22日 - ）は、アメリカ合衆国・ウィスコンシン州ウエストベンド出身の柔道選手。現役時代は61kg級の選手。身長162cm。

## 人物
柔道は6歳の時に始めた。1987年のパンアメリカン競技大会61kg級で優勝するものの、世界選手権では決勝でイギリスのダイアン・ベルに効果で敗れて2位だった。翌年の1988年ソウルオリンピック(公開競技)でも決勝でベルに指導で敗れたものの銀メダルを獲得した。1992年バルセロナオリンピックでは初戦でリヒテンシュタインの選手に効果で敗れた。現在は｢Club Olympia｣という道場を運営している。

## 主な戦績
- 1983年 - オランダ国際　3位
- 1984年 - オーストリア国際　優勝
- 1985年 - 環太平洋柔道選手権大会　優勝
- 1985年 - 福岡国際　3位
- 1986年 - オランダ国際　3位
- 1986年 - 世界選手権　7位
- 1986年 - 福岡国際　2位
- 1987年 - ポーランド国際　3位
- 1987年 - パンアメリカン競技大会　優勝
- 1987年 - 環太平洋柔道選手権大会　3位
- 1987年 - 世界選手権　2位
- 1987年 - 福岡国際　3位
- 1988年 - ソウルオリンピック　2位
- 1990年 - パンナム選手権　3位
- 1991年 - パンアメリカン競技大会　2位
- 1992年 - イギリス国際　2位
- 1995年 - イギリス国際　3位(56kg級)